# 曾勉 (1905年)
曾勉（1905年—1951年），男，江西崇仁人，中國学者，在镇压反革命运动中被判处死刑。

## 生平
曾勉出生于天主教家庭，曾受洗礼。他于1929年留学瑞士弗里堡大学，1933年获法学博士学位（doctorat en droit），其博士论文题为《新闻记者之民事责任》（La responsabilité civile des journalistes）。
此后赴美国天主教大学学习，1934年获社会学博士学位。同年在人类学期刊《原始人》（Primitive Man，现名Anthropological Quarterly）上发表论文《中国文化中的和平与战争》（Peace and War in Chinese Culture）。毕业后回到中国，曾任江西省政府荐任编审、江西省政府法制专员等。1940年起曾在国立中正大学等校任教，并参加过宗教工作。中华人民共和国成立后，于1951年7月在镇压反革命运动中被判处死刑。